# Festa di compleanno (programma televisivo)
Festa di compleanno è stato un programma televisivo condotto da Loretta Goggi e successivamente da Gigliola Cinquetti, andato in onda tra dall’11 marzo 1991 all’11 marzo 1992 su Telemontecarlo, dal lunedì al venerdì alle 22:30.

## Il programma
Dopo un anno e mezzo di assenza dai teleschermi televisivi, l’11 marzo 1991 Loretta Goggi ripartì da Telemontecarlo in seconda serata con Festa di compleanno, un programma in diretta dove si festeggiava appunto il compleanno dell'ospite di turno con tanto di torta, candeline, brindisi e regali.
Ideato da Filiberto Bandini e Gianfranco Clerici, il programma offriva la possibilità a personaggi del mondo della cultura, della politica, dell'arte, dello spettacolo, della scienza e dello sport, di festeggiare il proprio compleanno in televisione, insieme ad amici e parenti, per trarre un bilancio della propria vita, ricordando momenti importanti dell'infanzia - anche con fotografie e filmini - e chiacchierando del passato, del presente e del futuro.
Lo studio era allestito come una lussuosa villa, con tanto di veduta sul mare.
Secondo Clovis Prates, responsabile della programmazione della rete, il programma era la trasmissione di punta, per quanto riguarda la fascia di ascolto della seconda serata, rappresentando una novità nel panorama televisivo italiano in quanto rompeva la consuetudine di collocare alle 22:30, nei palinsesti delle varie reti, appuntamenti settimanali e non programmi in "striscia".
Nel corso delle puntate la Goggi interpretava, accompagnata da Federico Capranica, ospite fisso, i brani tratti dall'album Si faran... canzone, in cui è contenuta anche Storie all'italiana, la sigla del programma.
La prima edizione terminò il 5 luglio 1991. Con l’avvio della seconda stagione, partita il 7 ottobre 1991, Gigliola Cinquetti subentrò alla conduzione, da lei tenuta fino alla chiusura definitiva del programma l'11 marzo 1992.

## Controversie
Il 2 maggio 1991 Marco Pannella, leader del Partito Radicale, avrebbe dovuto partecipare come ospite al programma. Poche ore prima dalla messa in onda, intervistato da alcuni giornalisti, definì "inaccettabile" il commento dell'allora Presidente della Repubblica Italiana Francesco Cossiga, che appellò come "miserabile" Eugenio Scalfari, in seguito alle considerazioni di quest'ultimo in un editoriale per il quotidiano la Repubblica in merito alle vicende del tentativo di colpo di Stato Piano Solo e sullo scandalo della loggia massonica P2, che vedevano coinvolto il Presidente. Pannella dichiarò che avrebbe risposto a Cossiga durante la diretta della trasmissione, ma a poche ore dalla messa in onda fu contattato dalla rete che, per esigenze tecniche gli comunicò che avrebbe realizzato la puntata in differita e dalla quale a suo dire, avrebbe subito una vera e propria censura.

## Cast tecnico
- Regia: Gianni Brezza
- Musiche e direzione musicale: Federico Capranica
- Sigla: Storie all'italiana (Oscar Avogadro-Mario Lavezzi), cantata da Loretta Goggi
- 1991 Realizzazione tecnica C/o studio tv SBP Spa, via Edoardo Jenner 147 - Roma
- 1992 Realizzazione tecnica C/o studio tv Teleregione, squadra tecnica, SBP Spa